# Jakubov u Moravských Budějovic
Jakubov u Moravských Budějovic – gmina w Czechach, w powiecie Třebíč, w kraju Wysoczyna. 1 stycznia 2014 liczyła 606 mieszkańców.